# Haruka Kinoshita
Pour les articles homonymes, voir Kinoshita.
Haruka Kinoshita (木下晴香, Kinoshita Haruka, née le 5 février 1999 à Tosu, dans la préfecture de Saga au Japon) est une chanteuse principalement active dans le domaine de la comédie musicale.

## Biographie
En 2015, alors qu'elle n'est âgée que de seize ans, Haruka Kinoshita remporte le concours Japan Singing Power Championship Singing King. Cette victoire lance sa carrière.
Deux ans plus tard, elle tient le rôle féminin principal de la comédie musicale Roméo et Juliette.
Elle s'essaie pour la première fois au doublage en 2019 en prêtant sa voix au personnage de Jasmine pour le remake live d'Aladdin, aux côtés notamment de Tomoya Nakamura. En parallèle, elle est choisie par l'acteur et metteur en scène de Phantom, Yū Shirota, pour camper Christine Daaé sur la mouture 2019.
En 2020, elle retrouve Takurō Ōno, son partenaire de Roméo et Juliette, pour The Producers.
En 2021, pour la première fois, elle est à l'affiche d'une pièce de théâtre : sous la direction du célèbre Tamiya Kuriyama, elle s'illustre dans Kanojo o warau hito ga ite mo. La distribution comporte également Kōji Seto, acteur de dramas réputé et étoile montante de la scène théâtrale. Elle participe également au best-of Disney: Ultimate Princess Celebration Album, où figure sa version de A Whole New World, toujours en duo avec Tomoya Nakamura.
Fin 2021, elle remporte le 47e prix Kikuta Kazuo Drama Award pour ses performances dans Mozart!, Crest of The Royal Family et Kanojo o warau hito ga ite mo. Elle remporte également le Prix d'encouragement à la 11e cérémonie des Tokiko Iwatani Awards.
Le 31 décembre 2023, elle est choisie pour participer au Contdown Musical Concert célébrant la nouvelle année. Programmé au Tokyo International Forum, devant 5 000 spectateurs venus fêter 2024, le concert réunit neuf célébrités issues de la nouvelle génération de la scène musicale nippone : Haruka Kinoshita y figure aux côtés de Shōma Kai, Keisuke Higashi, Sara, Sōichi Hirama, Hiroki Miura, Win Morisaki, Tomona Yabiku et Naoto Kaihō,.
De 2024 à 2025, elle interprétera le rôle de Fantine en alternance avec Natsumi Kon et Erika Ikuta dans la comédie musicale Les Misérables.

## Performances scéniques
| Année(s)    | Titre                                                | Rôle                                      | Notes |
| ----------- | ---------------------------------------------------- | ----------------------------------------- | --- |
| 2015        | Anne of Green Gables                                 | Ensemble                                  | Première apparition scénique professionnelle                                                                                                  |
| 2017        | Dramatic Kojiki                                      | Ensemble                                  | |
| 2017 - 2019 | Roméo et Juliette                                    | Juliette Capulet                          | Rôle féminin principal en alternance avec Erika Ikuta et Wakana Aoi Captation DVD existante (White Edition avec Takurō Ōno)                   |
| 2018 - 2021 | Mozart!                                              | Constanze Weber                           | Rôle principal en alternance avec Aya Hirano et Erika Ikuta en 2018 Deux captations DVD existantes (avec Ikusaburō Yamazaki et Yūta Furukawa) |
| 2019        | Phantom                                              | Christine Daaé                            | Rôle féminin principal en alternance avec Reika Manaki Captation DVD existante (Red Version avec Yū Shirota)                                  |
| 2019        | Galaxy Express 999 ~ Sayonara Maetel 〜 boku no eien | Maetel                                    | D'après le manga Galaxy Express 999 de Leiji Matsumoto                                                                                        |
| 2020 - 2023 | Anastasia                                            | Anya                                      | Rôle principal en alternance avec Wakana Aoi Tournée annulée en raison du Covid-19                                                            |
| 2020        | The Producers                                        | Ulla                                      | Rôle féminin principal |
| 2020        | Hahatoko o tsunagu kotoba - reizōkonōenojinsei       | Claire                                    | D'après le roman Ne t'inquiète pas pour moi d'Alice Kuipers                                                                                   |
| 2021        | Crest of The Royal Family                            | Carol Reed                                | Rôle principall en alternance avec Sayaka Kanda                                                                                               |
| 2021        | Kanojo o warau hito ga ite mo                        | Risa Iwai / Seiko Yamanaka                | Rôle féminin principal Première pièce de théâtre                                                                                              |
| 2022        | Yaraika Rhapsody                                     | Li Xianglan                               | |
| 2023        | Beethoven                                            | Bettina Brentano, la belle-sœur d'Antonie | Distribution principale |
| 2023        | The Beautiful Game                                   | Mary                                      | Rôle féminin principal |
| 2024        | Fan Letter                                           | Hikaru                                    | Rôle féminin principal |
| 2024 - 2025 | Les Misérables                                       | Fantine                                   | Rôle principal en alternance avec Natsumi Kon et Erika Ikuta                                                                                  |